# Ptolemeu (deixeble d'Aristarc)
Ptolemeu fou deixeble d'Aristarc, i per la seva adhesió a aquest fou anomenat Ἐπίθετος o Ἐπιθέτης. Fou també seguidor del gramàtic Hellanicus. Va escriure amb relació a obres d'Homer (περὶ τῶν παρ᾽ Ὁμήρῳ πληγῶν), i un comentari de l'Odissea.